# 明德 (后蜀)
明德（934年四月—937年）是后蜀高祖孟知祥的年号，共计4年。明德元年七月后主孟昶即位沿用。

## 改元
- 後唐長興五年——四月十二日，改元為明德元年。[2][3][4][5][6]
- 明德五年——正月初一日，改元為廣政元年。[7][8][9]

## 大事記
- 明德元年——閏正月二十八日，孟知祥稱帝，國號蜀。七月二十六日，後蜀高祖去世；二十八日，後主孟昶繼位。

## 紀年對照表
| 明德 | 元年  | 二年  | 三年  | 四年  |
| ---- | ----- | ----- | ----- | ----- |
| 公元 | 934年 | 935年 | 936年 | 937年 |
| 干支 | 甲午  | 乙未  | 丙申  | 丁酉  |

## 同期存在的其他政权年号
- 中國
  - 應順（934年）：後唐—李從厚之年號
  - 清泰（934年－936）：後唐—李從珂之年號
  - 天福（936年－944年）：後晉—石敬瑭之年號
  - 大和（929年－935年）：吳—楊溥之年號
  - 天祚（935年－937年）：吳—楊溥之年號
  - 昇元（937年－943年）：南唐—李昪之年號
  - 龍啟（933年－934年）：閩—王延鈞之年號
  - 永和（935年－936年）：閩—王延鈞之年號
  - 通文（936年－939年）：閩—王繼鵬之年號
  - 大有（928年－942年）：南漢—劉龑之年號
  - 大明（931年－937年）：大義寧—楊干真之年號
  - 天顯（926年－938年）：契丹—耶律阿保機、耶律德光之年號
  - 甘露（926年－936年）：東丹—耶律倍之年號
  - 同慶（912年－966年）：于闐—尉遲烏僧波之年號
- 日本
  - 承平（931年－938年）：朱雀天皇之年号

## 參看
- 中國年號索引
- 其他政权使用的明德年号

## 深入閱讀
- 李崇智. . 北京: 中華書局. 2004年12月. ISBN 7101025129.
- 鄧洪波. . 臺北: 國立臺灣大學東亞經典與文化研究計劃. 2005年3月  [2022-01-03]. ISBN 9789860005189. （原始内容 (pdf)存档于2007-08-25）.

| 前一年號： 長興 | 后蜀年號 934年－937年 | 下一年號： 广政 |